# Turcopalpa africana
Turcopalpa africana är en fjärilsart som beskrevs av Povolny 1968. Turcopalpa africana ingår i släktet Turcopalpa och familjen stävmalar. Inga underarter finns listade i Catalogue of Life.